# Patrice Motsepe
Patrice Motsepe (Soweto, 28 gennaio 1962) è un imprenditore sudafricano, fondatore e presidente esecutivo di African Rainbow Minerals.
È conosciuto anche per essere il proprietario del club di calcio Mamelodi Sundowns e, dal marzo 2021, è il presidente della Confederazione Africana di Calcio (CAF), diventando la prima persona dell'Africa meridionale a ricoprire questa carica.

## Biografia

### Primi anni di vita e istruzione
Motsepe è nato e cresciuto a Soweto, Sudafrica, in una famiglia di umili origini. Si è laureato in Legge all'Università di Swaziland e ha conseguito un Master in Business Law alla University of the Witwatersrand, Johannesburg.

### Carriera imprenditoriale
Dopo aver lavorato come avvocato specializzato in mining, Motsepe ha fondato African Rainbow Minerals, una compagnia mineraria con interessi in oro, ferro, rame e altri minerali. È diventato uno dei primi e più riusciti imprenditori neri nel settore minerario sudafricano.

## Carriera nel calcio

### Mamelodi Sundowns
Nel 2003, Motsepe ha acquistato il Mamelodi Sundowns, un club di calcio della Premier Soccer League sudafricana, trasformandolo in uno dei team più vincenti del paese.

### Presidenza della CAF
Nel marzo 2021, è stato eletto presidente della Confederazione Africana di Calcio (CAF), promettendo di portare riforme e aumentare il livello del calcio nel continente.

### Filantropia
Motsepe è noto per il suo impegno filantropico, avendo fondato la Patrice Motsepe Foundation per supportare progetti di istruzione, salute, e sviluppo economico in Africa. È anche uno dei firmatari del Giving Pledge.

## Vita privata
È sposato con la dottoressa Precious Moloi e hanno tre figli insieme. La famiglia vive a Johannesburg, Sudafrica.